# 張禧嬪 (2002年電視劇)
《張禧嬪》（韓語：장희빈）是韓國KBS於2002年11月6日至2003年10月23日於水木劇時段播映的特別企劃電視劇，描述朝鮮肅宗的嬪妃張禧嬪的一生，包括和肅宗與仁顯王后間的愛恨情仇，以及當時朝政上激烈的黨爭。臺灣的緯來電視網以一集三千美元的價格購入版權。

## 製作
2002年，KBS宣布製作百集特別企劃史劇《張禧嬪》，以朝鮮時代的妖婦張禧嬪為主角，描述集智略與美貌於一身的張氏，其浮沉的一生，以及肅宗時期朋黨政治的風暴。由撰寫過《新貴公子》與《可愛的女人》的金善英作家執筆，為韓國電視史上首位史劇女作家，該劇除了描繪張禧嬪與仁顯王后間的糾葛和爭鬥，也著重刻畫在男性的政治角力下，女性淪為犧牲品的悲哀。
扮演肅宗的田光烈為首位確定出演的演員，而女主角則瞄準李英愛、宋玧妸、姜受延、蔡時那、金賢珠、沈銀河、金喜善等當代巨星，但因百集長度產生的負擔而導致選角困難。劇組在尚未敲定女主角的情況下，於2002年10月14日先行開拍，直到22日才宣布由跨足電影圈的金憓秀擔綱主演，這也是金憓秀繼1987年的《思母曲》後再度演出史劇。金憓秀原本已敲定主演電影《風流家族》，但她認為張禧嬪是在女演員的一生中，必想挑戰一次的人物，因此捨棄電影回歸小螢幕，獲得當時電視圈最高片酬（一集700萬韓元）。10月25日，宣布由朴宣英飾演仁顯王后。
2003年2月底，金善英作家罹患胰腺炎多時，因病情惡化而入院治療，在無法繼續編劇的情況下表達了退意，使得劇集陷入劇本中斷的危機，而劇組早在2002年底聘請歷史學家姜太宛加入共同執筆，分擔金善英作家的工作量。劇組隨後積極招募其他作家，因應金善英作家的退出並輔助姜太宛作家，雖曾接觸知名史劇作家辛奉承，但不易尋得願意承接的編劇。

## 劇情

### 第1－22集
王妃金氏（諡號仁敬王后）因病仙逝，由於肅宗身體微恙，大妃金氏（明聖王后）隱瞞了此事，使得事後得知的肅宗，與母親間的誤會日益加深。因趙師錫與尹氏相好，趙妻怒不可遏地來到張炫家大鬧，張玉貞挺身捍衛母親卻被趙妻摑掌，尹氏則企圖自盡。福善君覬覦王位，暗中準備逆謀造反，張炫為了官職而奉上資金，收獲情報的金錫冑事先密告肅宗，逆謀計劃因此失敗告終，張家也被抄家。在大妃金氏與大王大妃趙氏（莊烈王后）的勸諫下，肅宗處決了福善君與許堅等涉事人物，南人黨失勢，西人黨得勢掌權，史稱庚申換局。張玉貞險些死於哥哥張希載的仇家手下，所幸被微服出巡的肅宗所救。張玉貞決定入宮任宮女，雖然母親尹氏極力反對，但仍請求趙師錫引薦。張玉貞帶著趙師錫所寫之信函，請求崇善君之妻申氏與東平君的幫助，決心要入宮奪得國王的恩寵。大王大妃趙氏與大妃金氏因各自擁護不同黨派而不睦，郡夫人申氏向大王大妃趙氏推薦張玉貞，大妃金氏則選定由閔維重之女閔氏繼任王后之位。張玉貞入宮後，受到大王大妃趙氏的喜愛，也如願被肅宗臨幸，大妃金氏聞之震怒，母子倆在施政決策上也產生摩擦。肅宗在與王妃閔氏舉行嘉禮當晚，堅持在張玉貞的住所過夜，由於肅宗寵愛張玉貞，使得肅宗與王妃閔氏的關係緊張。大妃金氏安上詛咒之罪名，命金益勳將張玉貞攆出宮，張玉貞險些遭到侵犯，所幸為哥哥所救。
張玉貞自殺未果，肅宗則因思念張玉貞而無意與王妃閔氏行房。大王大妃趙氏刻意無視王妃閔氏，藉此激怒大妃金氏，西人黨則阻礙肅宗尋得張玉貞，並企圖剷除受東平君庇護的她。在崔尚仰內官的提點下，肅宗才發覺王妃閔氏的善良賢德，夫妻倆才終於同床共枕，東平君得知後，刻意安排肅宗與張玉貞重逢。大妃金氏得知肅宗每夜探訪張玉貞後與之理論，不滿的肅宗便下令懲處將張玉貞趕出宮的宮人，藉以反擊。張玉貞有喜，肅宗大喜，大妃金氏不滿而命金錫冑採取行動，張玉貞因此遇刺流產。張希載暗中調查，並由閔章道揭發張玉貞遇刺事件，金益勳因此遭到罷黜，張希載則獲得官職。正當張玉貞回宮有望時，肅宗卻染上天花，擔心的張玉貞便偽裝潛入宮中探視，王妃閔氏認出張玉貞，並答應她會在日後協助她回宮。大妃金氏不顧儒士反對，堅持設壇為肅宗祈福，並以冷水浴齋戒，待肅宗康復後，大妃金氏卻因此一病不起，撒手人寰。國喪後，肅宗任命少論派的南九萬為右議政，藉此整頓朝政。王妃閔氏提議將張玉貞請回宮，反對的西人黨便決定另為肅宗納妃，選定金壽恒的姪孫女金氏入宮。金淑儀備受肅宗冷落，性情變得暴躁，金壽恒為了博取肅宗歡心，因此支持張玉貞回宮。王妃閔氏不樂見肅宗鬱悶，於是通知張玉貞回宮，金錫冑不願有違大妃金氏的遺志而誓死反對，最終因體虛而逝。

### 第23－50集
張玉貞回宮後佔據肅宗恩寵，更獲賜就善堂，朝廷引起一陣波瀾。張玉貞不願聽從大王大妃趙氏與王妃閔氏之意，並向肅宗哭訴，於是肅宗決定為張玉貞建閣，卻引起更大的波瀾，許多反對的官員均遭到罷黜與流配。東平君將愛慕自己的淑正賜給張希載，以圖謀後日，張家因張玉貞受寵而受益，巨商們也紛紛上門示好。張玉貞被冊封為淑媛後，態度日益囂張，王妃閔氏選擇隱忍，但大王大妃趙氏是越加不滿，連淑安公主都氣憤難耐。金淑儀至今獨守空閨，在王妃閔氏的勸諫下，肅宗寵幸金淑儀，張淑媛卻大為不滿。王妃閔氏努力懷胎之餘，張淑媛勾結醫官加以阻撓，王妃閔氏因假性懷孕而空歡喜。金淑儀晉升貴人，張淑媛盛怒，藐視宮中禮節，王妃閔氏因此決定責罰張淑媛，肅宗卻責怪王妃閔氏善妒。金貴人察覺張淑媛內通醫官，向王妃閔氏告發，王妃閔氏欲確認實情又自覺犯妒嫉之心，張希載則為防後患而暗殺醫官。閔維重病重辭世，王妃閔氏悲痛欲絕，肅宗很是心疼。大王大妃趙氏為查明真相而拷問紫慶，張淑媛為救紫慶而向肅宗哭訴，肅宗的介入令大王大妃趙氏氣得病倒。面對朝廷的混亂，金萬重上書勸諫卻遭到懲處與流配。大王大妃趙氏不滿張淑媛而開始心向王妃閔氏，還設壇祈求王妃閔氏能懷上龍胎，並取得了張淑媛的罪證。淑安公主勸諫肅宗明察秋毫，正當張淑媛以為能瞞天過海，使金貴人蒙受誣告之冤之際，王妃閔氏拿出罪證與張淑媛對質，勸張淑媛有所謹惕而既往不咎。
張淑媛晉升昭儀後，刻意製造事端，激起王妃閔氏的妒忌之心，使肅宗失望好得以霸佔恩寵。肅宗開始牽制西人黨，東平君受到肅宗的重用，引起儒生的不滿，張希載介入卻傷及儒生。閔鎮厚在朝廷上發表反對的言論，觸怒肅宗而遭削奪官職並流配，在西人黨眾臣提出總辭下，肅宗才收回成命。張昭儀有喜，肅宗在就善堂別宅竣工後，舉行國宴歡慶，閔鎮厚不僅勸諫應顧及天災與民生疾苦，還點出肅宗的不是，使肅宗聞之震怒，對他嚴刑拷問，欲拯救閔鎮厚的大王大妃趙氏則忽然病倒。肅宗晉升東平君與張希載，藉以保護張昭儀，但崔內官發現張希載行為不檢，張希載還出言頂撞大王大妃趙氏，使得大王大妃趙氏氣得一病不起，在悔恨中辭世。張昭儀如願產下龍胎，尹氏卻因未有命牌而不得入宮，看守的李益壽等官員更放火毀其轎，肅宗得知後，嚴懲了相關人士，張昭儀則假意為官員說情。肅宗不顧朝臣的反對，以官職作為威脅，執意冊立張昭儀之子李昀為元子，並冊封張昭儀為禧嬪。宋時烈上書勸諫肅宗，卻遭奪官職逐出城外，為其說情的西人黨官員也遭到罷黜，西人黨因此失勢，引發己巳換局。捲土重來得以掌權的南人黨，藉機報仇，煽動肅宗流配並嚴懲西人黨大臣，金貴人娘家因此遭滅門。張禧嬪陷害王妃閔氏意圖謀害王子昀，肅宗誤信讒言，於是賜死宋時烈等西人黨大臣，並著手廢妃，且下令禁止恭賀王妃閔氏誕辰，張禧嬪還栽贓金貴人，使金貴人以詛咒之名被逐出宮。朴泰輔上書勸諫肅宗不應廢妃，肅宗震怒，嚴刑拷打聯名的臣子，朴泰輔雖逃過死刑，卻在流配途中傷重身亡。肅宗堅決廢妃，閔氏被貶為庶人離宮回到破舊私宅，張禧嬪則如願入住內殿。

### 第51－75集
閔鎮厚與洪致祥四處張貼中人不得晉升王妃的文榜，企圖藉公論阻饒張禧嬪登上后位，洪致祥的身份被揭露後便服藥自盡，淑安公主雖然悲痛，卻也為兒子感到驕傲。肅宗冊封王子昀為世子，張禧嬪也正式晉升為王妃，東平君作為燕行使前往中國，但清朝皇帝卻不承認張氏的王妃身份，王妃張氏也開始不信任東平君。回到京城的金春澤攜手閔鎮厚，散佈他譯自金萬重所著的小說《謝氏南征記》，一首諷刺王妃張氏的歌曲也開始在全國各地流傳。由於宮女崔氏在張氏陷害閔氏的事件中遭受波及，因此金春澤尋求崔孝元的幫助，希望宮女崔氏能夠暗中協助閔氏復位。南人黨不滿肅宗與西人黨接觸，但又為防止清朝支持廢妃復位，只得說服肅宗同意清朝無理的進貢要求。王妃張氏的妒忌心強，不僅反對肅宗招納後宮，還藉機凌遲與肅宗交好的宮女，這令她與肅宗的關係逐漸惡化。肅宗微服出巡，聽聞諷刺王妃張氏的歌謠，以及民心向著閔氏的聲浪。金萬重客死異鄉後，宮女崔氏將《謝氏南征記》帶入宮中，暗中散佈給宮人傳閱。在金春澤的指示下，宮女崔氏設法獲得肅宗的恩寵，在廢妃閔氏的誕辰日祈福，確實感動了肅宗並蒙受恩澤。肅宗從宮女崔氏那取得《謝氏南征記》，深知主角正是影射自己，並有所體悟。王妃張氏懷疑宮女崔氏是小說的散播者，因此對她嚴刑拷打，肅宗卻現身解圍，坦承出入崔氏住處的不明男子正是自己，王妃張氏也因善妒而失寵。肅宗冊封崔氏為淑媛，崔淑媛也捎來了懷孕的消息，不安的王妃張氏，便唆使張希載謀害崔淑媛。
推動廢妃復位的韓重爀等人已決定舉事之日，卻被閔章道與咸以完等人告發，張希載則買通崔淑媛的親戚金海成，送上毒藥給崔淑媛，東平君則與南人黨分道揚鑣。金春澤為救崔淑媛而自投羅網，但崔淑媛早已識破王妃張氏的計劃。在閱讀廢妃復位參與者的供書後，肅宗有所感觸，南人朝臣卻不斷催促肅宗下令處刑。肅宗得知張希載企圖謀害崔淑媛，並察覺南人黨藉查辦廢妃復位計劃來進行政治肅清，因愚弄肅宗而引發甲戌換局，南人黨遭到流配，南九萬等西人黨派重回朝廷。閔氏被廢黜後的生活困頓且患病，被冊封為淑儀的崔氏，說服肅宗復位閔氏，深感愧疚的肅宗，經歷多次的提請才得到首肯。閔氏含淚回宮，再度登上王妃之位，閔氏娘家重獲官銜，金氏也恢復貴人身份。肅宗為防範悲劇重演，制定後宮妃子不得晉升王妃的法律，並將張氏貶回嬪，張氏雖然不服，但為了謀求後日，只好聽命搬回就善堂。西人黨的老論派與少論派為懲處事宜爭論不休，少論派為保世子昀而未供出張禧嬪的惡行，且反對再繼續問責遭流配的張希載及其他南人黨人士，但老論派執意對南人黨趕盡殺絕。崔淑儀產下王子李昑，張禧嬪試圖向世子昀灌輸鄙視王子昑的觀念。淑正派業同破壞張氏祖墳好嫁禍給西人黨，張禧嬪則構陷王妃閔氏的家族，最後波及李義徵，使老少論的派系鬥爭加劇，遭到金春澤與閔鎮厚彈劾的南九萬，看破紅塵有意辭官歸鄉被慰留，朴世采則病老辭世。沈氏通過揀擇成為世子昀的妻子，張禧嬪卻嫌棄親家公沈浩的官階低下，更不滿世子昀將王妃閔氏視為母后。

### 第76－100集
張氏兄妹說服東平君支持張禧嬪重登后位，張禧嬪更將巫女請入就善堂作法，並殺害業同以除後患。閔鎮厚要求南九萬勿在庇護張家，東平君請求南九萬與崔錫鼎上書特赦張希載遭拒。張禧嬪在詛咒延礽君致使其高燒後，轉而在王妃閔氏的畫像上射箭下蠱。金春澤與閔鎮厚懷疑張禧嬪請入巫堂，崔淑儀苦無證據而被張禧嬪要脅，被迫支持特赦張希載。張希載的手下別將試圖殺害協助金春澤的者斤阿只未果，西人黨打算處刑涉事的東平君，但被南九萬擋下，將東平君流配了事。淑安公主病重仙逝，死前仍惦記著肅宗、王妃閔氏與宗廟社稷的安危。在肅宗追尊魯山君為端宗之際，崔錫鼎因貪官瀆職而遭到彈劾。遭受詛咒的王妃閔氏病重，世子嬪沈氏也忽然病倒，待二人日漸康復，肅宗大赦並冊封崔淑儀為淑嬪，尹氏卻接著病倒辭世。張禧嬪不領情王妃閔氏的致哀，並稱金春澤侵犯其轎，為防止事件擴大，南九萬勸諫肅宗流配金春澤。王妃閔氏的病情惡化，終至無法起身，臨終前仍掛念著世子夫婦與延礽君，最後在肅宗的懷中升遐。
張禧嬪在王妃閔氏死後撤除祭壇，且自認將再次登后而氣勢凌人，甚至不願著喪服而惹怒肅宗。張禧嬪不滿世子昀視王妃閔氏為母后而怒摑世子昀，肅宗則因歉疚與悔恨，而時時守候王妃閔氏的殯廳。崔淑嬪積極尋找詛咒的證據，在宮人挖出詛咒物後，肅宗嚴刑拷問了權尚宮與雪香，淑正與巫女也遭到刑求，巫女因承受不了而招供。世子夫婦因擔心張禧嬪處境而前去探望，肅宗震怒並命宮人將世子昀帶回殯廳，張禧嬪卻在拉扯間緊抓世子昀的下體，導致世子昀受傷而昏厥。肅宗下令軟禁張禧嬪，淑正與權尚宮等人均遭處刑，東平君則被賜死，傷心的郡夫人申氏便選擇自盡。肅宗顧及世子昀，下令張禧嬪自行了斷，張禧嬪不服，南九萬也持反對意見。不適的世子昀堅決為母親席藁待罪，張禧嬪打算挾著世子昀的孝心求生。張希載與譯官們蠢蠢欲動，不僅行賄，還希望南九萬以請辭來施壓朝廷。面對朝政亂象，肅宗任命閔鎮厚並軟禁南九萬，將滋事的譯官打入大牢，並下令賜死張禧嬪。張禧嬪不服還打翻死藥，於是肅宗命令宮人壓制張禧嬪，張禧嬪動之以情，請求肅宗饒命，但最後還是被強灌死藥而亡。悔恨不已的肅宗，望傷心欲絕的世子昀能夠體諒他的作為。涉事的張希載與閔彥良遭到處刑，受唆使的金泰潤則遭流配。為平衡老少論的派系鬥爭，被少論派控告圖謀廢除世子的金春澤，以及多次為張家說情的南九萬，均被肅宗下令流配。事後，世子昀與延礽君手足和睦，世子昀也在肅宗升遐後即位，成為朝鮮第20代王景宗。

## 角色

### 主要角色
- 金憓秀 飾演 張禧嬪（1662年－1701年）

名玉貞，張炯與繼室尹氏之女，在長安巨富兼譯官的叔父張炫家成長。家道中落後，以宮女的身份入宮，並憑藉出眾的美貌受到肅宗的寵愛。在誕下世子李昀後，受封禧嬪，並傾盡全力剷除仁顯王后，是個渴望國母之位的慾望女子。當對肅宗的佔有慾以及身份的提升，到達病態般執著的程度，以至於對兒子相當嚴厲苛刻，成了一個無情的母親。由於過分妒忌與跋扈而失寵，在如願進駐中宮殿的五年後，被貶回嬪妃。心有不甘的她，為了重回中宮殿，開始對仁顯王后施作巫蠱。1701年（肅宗27年）仁顯王后升遐後，其惡行遭到揭發，肅宗因此賜死藥，下令她自我了結。
- 田光烈 飾演 肅宗（1661年－1720年）

朝鮮第19代王，名焞，字明普，顯宗與明聖王后金氏的獨子。擁有非凡的頭腦與決斷力，但性情急躁且多疑。他因深愛張玉貞而將王妃閔氏廢位，但當他發現登上后位的張氏與南人勢力威脅到王權時，便賜死了心懷不軌的玉貞，冷酷地剷除了亂世的愛人。是個為子嗣憂心的父親，與老論派達成密約，卻引來與兒子世子昀間的誤會。
- 朴宣英 飾演 仁顯王后閔氏（1667年－1701年）

兵曹判書閔維重之女，1681年（肅宗7年），在金錫冑與宋時烈的推薦下，年僅15歲便成為肅宗的繼妃。因性情聰穎、厚德，不僅擄獲大王大妃趙氏與大妃金氏，也深受王室與臣民的推仰。但是她體弱多病，又始終未能懷上龍胎，而無法得到肅宗的愛。己巳換局時，西人失勢被逐出朝廷，她也隨之遭到廢位。甲戌換局時，復位重回王后寶座，但因身體孱弱、臥病在床多時，享年35歲。
- 柳仁村[註 2] 飾演 東平君（？－1701年）

名杭，朝鮮第16代王仁祖之子崇善君的兒子。一眼看出張玉貞的非凡之處，便協助她入宮，以圖謀後日。當張禧嬪受寵時，晉升惠民署提調，享有莫大的權勢。在張禧嬪被賜死後，因一封支持世子之母應成為中殿的書信，遭流配及賜死。
- 鄭性模 飾演 張希載（？－1701年）

本貫仁同，禧嬪張氏的哥哥，在禧嬪受寵時，於肅宗18年（1692年）晉升為摠戎使。與張禧嬪企圖加害仁顯王后遭識破，少論派為保世子而求輕量刑，雖被判死卻僅遭流配，但在仁顯王后復位病逝後，與張禧嬪對仁顯王后下巫蠱一事東窗事發，便遭到處決。

### 其他角色
- 姜富子 飾演 莊烈王后（慈懿大妃）趙氏（1624年－1688年）

大王大妃，朝鮮第16代王仁祖的繼妃，原是出自西人之家，隨著宋時烈等人的權勢壯大，家族出世不順，便對西人產生反感。是個備受丈夫冷落而留下瘡疤的孤獨人物，因此對愛撒嬌又有才能的宮女張玉貞很是寵愛。當成為禧嬪的玉貞變得目中無人，又陵滅身為中殿的仁顯王后，便開始心向仁顯王后。
- 金姈愛 飾演 明聖王后金氏（1642年－1683年）

王大妃，清風府院君金佑明的女兒，肅宗的母后。因見過丈夫顯宗受臣權干涉、凌辱的模樣，因此極為執著地保護兒子與王室。肅宗即位初期，便直接攝政，但因過激的性格帶給肅宗不小的負擔。由於肅宗染上天花，為祈願而聽信巫術浸冷水浴，卻得流行性感冒而薨逝。
- 李純才 飾演 宋時烈（1607年－1689年）

本貫恩津，字英甫，號尤岩、華陽洞主。西人老論派的巨木，朱子學大師，曾是孝宗、顯宗與肅宗的師傅，是臣權的核心人物，被《朝鮮王朝實錄》提及超過3000次。在第一次禮訟論爭（己亥禮訟）時，主張朞年說得勝，因此除去南人，掌握政權，西人得勢。過度強調大義與名分的朱子學信奉者，繼承了李珥的學統，為畿湖學派的主流。對肅宗治國事事制動，而招來肅宗的嫌惡，並極力反對王子李昀的元子定號（冊封世子），而引發己巳換局，遭到流配並賜死。
- 朴藝珍 飾演 淑嬪崔氏（1670年-1718年）

卑賤家庭出身，為廢妃仁顯王后祈福而受肅宗臨幸，即便遭到中殿玉貞的迫害與蔑視，但在肅宗的寵愛下，成了政權的新變數。於仁顯王后的復位過程中扮演重要角色，並在仁顯王后升遐後，告發張氏家族的惡行。在產下次子延礽君後，晉升淑嬪。
- 宋一國 飾演 金春澤（1670年－1717年）

本貫光山，字伯雨，號北軒，光城府院君金萬基的孫子，西人老論派的謀士家。自幼展露非凡學才，受到金壽恒的賞識。與公主們勾結，在背後主導換局，使自身黨派繼續為政。己巳換局後，經歷多次的牢獄之災及流配。用財務買通宮內，並與張希載之妻通姦，藉以取得南人情報，還計劃復位廢妃閔氏，因此以企圖推翻政局的嫌疑遭到逮補與審問，直到再次換局，南人遭驅逐才得以獲釋。老論派稱頌他是換局的功臣，但卻同叔父金鎮圭被少論派彈劾，流配置扶安。流放期間，又被誣告謀害世子，因此罪罰加重而貶至濟州，直到1712年（肅宗38年）才獲釋。他將叔公金萬重的韓文小說《九雲夢》及《謝氏南征記》翻譯成漢文，作品後來流傳至肅宗手中。
- 金明水 飾演 閔鎮厚（1659年－1720年）

本貫驪興，肅宗妃仁顯王后的哥哥。宋時烈的門人，己巳換局發生時，遭革職並流配。甲戌換局時，仁顯王后復位，於是復職任世子侍講院說書。因儒生林溥發表世子謀害說，爆發獄事時，因在國王面前無禮論罪而遭彈劾，再次被革職。內局提調後來任命他為弘文館提學，卻遭到婉拒，最後擔任漢城府判尹留守。
- 韓仁守[註 3] 飾演 閔黯（1636年－1694年）

本貫驪興，字長孺，號叉湖。與閔維重、閔鼎重出自同一宗親，卻是強硬派的南人。面對宋時烈等西人處刑問題，採強勁論。甲戌換局時，被流配至大靜並遭賜死。
- 李信宰 飾演 權大運（1612年－1699年）

本貫安東，字時會，號石潭。1942年（仁祖20年）成為進士，1649年別試文科乙科及第，被任命為正言，後任持平、獻納、吏曹正郎、應教、司諫與承旨。在擔任刑曹、兵曹、禮曹的參議與漢城府右尹、刑曹參判、開城留守後，於1666年（顯宗7年）升任平安道觀察使。大司諫、咸鏡道觀察使，1670年升任兵曹判書，隔年任冬至使赴清國。在擔任刑曹判書、義禁府判事後，1674年肅宗即位，任禮曹判書、兵曹判書後，晉升左議政。他是當代南人的中心人物，1680年（肅宗6年）庚申大黜陟（庚申換局）時，南人失勢，西人得勢，左遷為中樞府判事，後被革職，圍籬安置於迎日。1689年己巳換局，獲釋並被任命為領議政，同年六月，下令賜死流配中的西人領袖宋時烈。1694年甲戌換局，政局再次翻轉，官職遭褫奪，並被安置於絕島，1699年回到故鄉後，高齡辭世。
- 李榮厚 飾演 金壽恒（1629年－1689年）

本貫安東，字久之。仁祖年間出仕，庚申換局時成為領議政，己巳換局時，被流配至珍島，後遭賜死。
- 朴英知 飾演 崔尚仰

大殿內官，心性善良，在朴斗卿死後，成了肅宗最親近的人物。
- 金英蘭 飾演 淑安公主（1636年－1697年）

孝宗的次女，肅宗的姑姑。一直看不慣張禧嬪氣焰囂張的模樣，當兒子洪致祥因反抗張禧嬪而受罪而亡，她更加厭惡南人，因此資助以金春澤為中心的廢妃復位運動。
- 李甫姬 飾演 尹氏：張禧嬪的生母，張炯的繼室。
- 金錫玉[註 4] 飾演 府夫人趙氏（1659年－1741年）

朝鮮肅宗王妃仁顯王后的親娘，閔維重的妻子。生於1659年（孝宗10年），為成均館生員趙貴重與清州韓氏的女兒。1676年（肅宗2年），時年18歲出嫁給閔維重。當女兒透過揀擇成為肅宗的繼妃後，受封外命婦爵位為正一品府夫人，然而在1689年（肅宗15年）時，因禧嬪張氏的兒子王子昀的世子冊封問題，進而引發己巳換局，閔妃遭到廢位，因此府夫人爵位也被剝奪。1694年（肅宗20年）3月爆發甲戌獄事，張禧嬪遭貶，府夫人爵位於4月連同仁顯王后復位而復歸。
- 河有美 飾演 淑正[註 6]

張希載之妾，原是能歌能舞的官妓，東平君將她贖良許配給張希載。在東平君與張希載以及張禧嬪之間穿梭，並受禧嬪之命，對仁顯王后討論巫蠱之術。她的住所，是張希載與親信們密謀的場所。
- 河多絮 飾演 者斤阿只[註 7]

張希載的夫人，不識字又粗俗。當張希載娶淑正為妾後，因夫妻疏離而感到怨懟與孤獨。深知這一點的金春澤，有意圖地接近並與她通姦，透過她提供張希載等南人們的情報。
- 朴祥朝[註 8] 飾演 睦來善（1617年－1704年）

本貫泗川，字來之，號睡翁。仁祖時出仕，因身處南人陣營而在庚申大黜陟時遭革職。己巳換局時，剷除西人成為左議政，但在1694年（肅宗20年）的甲戌換局中遭到流配。
- 閔旭 飾演 崔錫鼎（1646年－1715年）

本貫全州，崔鳴吉的孫子，作為南九萬與朴世采的門人，反對處刑張禧嬪而遭到流配，但很快就獲釋。受到肅宗的恩寵，世子昀也對他十分尊敬，是少論派的領袖。
- 孟虎林[註 9] 飾演 朴世采（1631年－1695年）

本貫潘南，與宋時烈、宋浚吉等西人維持學術交流，庚申換局時，西人再次掌權，而被任命為同副承旨。當西人分裂為老論與少論兩派時，與尹拯、崔錫鼎及南九萬成為少論派領袖。後來轉而支持老論派的政治與學問立場，成為肅宗後期的代表人物，居中協調朋黨，並積極推動蕩平論。
- 崔尚勳[註 10] 飾演 南九萬（1629年－1711年）

少論派，本貫宜寧，字雲路，西人少論派的領袖。於肅宗中後期受重用，在張氏遭受懲處時力保世子，但不如意後退官，以撰寫經史與文章度日。
- 申忠植 飾演 金萬重（1637年－1692年）

金萬基的弟弟，本貫光山，字重淑，號西浦。在擔任弘文館大提學時，因上疏金壽恒包庇其兒子金昌協的非違屬處罰不當，而被流配至宣川。放免後的隔年，卻又被朴鎮圭與李允修彈劾，遭流配至南海，於當地完成《九雲夢》的著作後病逝。
- 宋在浩 飾演 閔維重（1630年－1668年）

老論派，宋時烈的門人，肅宗的丈人，當女兒成為肅宗的繼妃，是為仁顯王后，賜爵為驪陽府院君。在經書裡是個光明、富有名望的人，因外戚勢力壯大而傳出流言蜚語，於是放棄官職，專研學問直到終老。
- 金乙東 飾演 權尚宮：服侍禧嬪張氏的尚宮
- 嚴侑信[註 11] 飾演 郡夫人申氏[註 12]

崇善君的夫人，東平君的母親。具有處世能力的女人，在婆婆大王大妃趙氏與張玉貞間搭起橋樑的重要人物。
- 宋龍台 飾演 福善君（？－1680年）

名柟，仁祖的孫子，麟坪大君的次子。被明聖王后金氏的父親金佑明告發和宮女通姦，因此對大妃金氏懷恨在心。為此，他與許積的兒子許堅密謀卻被察覺，在金錫冑細密的謀略下，被送上絞首臺。
- 金學喆 飾演 閔章道（1655年－1694年）

本貫驪興，字汝明，右議政閔黯的兒子，與金春澤比肩的南人謀士家。深受父親閔黯影響，升任世子侍講院，教授世子學識與文學，因此被尊稱為閔文學。與張希載聯手監視與阻止西人的廢妃復位運動，因此在甲戌換局時，與父親一同遭到賜死。
- 羅漢一 飾演 金益勳（1619年－1689年）

本貫光山，字懋叔，號光南。金長生的孫子，西人的行動大將。庚申大黜陟時，主導肅清南人，受封為保社功臣2等。與金錫冑攜手，用兇狠的手段擊垮南人，卻導致西人分裂為老論與少論兩派。己巳換局時，因南人重掌政權，而被流配疆界，遭受拷問而死。
- 白潤植 飾演 趙師錫（1632年－1693年）

本貫楊州，字公擧，慈懿大妃趙氏的6等親堂弟。與張玉貞的生母尹氏相戀，成為張玉貞入闕任宮女的契機，也使她受到慈懿大妃趙氏的寵愛。
- 金惠貞 飾演 朴尚宮：服侍崔淑媛的尚宮
- 申東勳 飾演 閔宗道（1633年－？）

本貫驪興，字汝曾。1662年（顯宗3年）增廣文科丙科及第，成為翰林學士。1664年，奉教取道後，於次年擔任持平與正言。1666年文科重試丙科及第，1674年出任兵曹參知。
- 全仁澤 飾演 金錫冑（1634年－1684年）

本貫清風，字斯百，號息庵。清風府院君金佑明的姪子，明聖王后的堂哥，有著非凡頭腦與堅實才力的謀略家。1674年第二次禮訟（甲寅禮訟）發生時，與南人許積等人勾結，肅清宋時烈、金壽恒等西人山黨，升任都承旨，形成外戚新勢力。庚申換局時，逐出心懷不軌的南人，被授勳保社功臣1等，受封清城府院君。任謝恩使曾訪清國後，策劃以陰險的手法打倒南人，使得同是西人的少壯派開始反感，是為老論與少論分裂的成因之一。1689年（肅宗15年）己巳換局時，功臣名號遭剝奪，直到後世才復歸榮譽。
- 李瓊杓 飾演 仁顯王后復位後服侍她的尚宮
- 李斗燮 飾演 李內官：服侍肅宗的內官
- 邊娥泳（변아영）
- 金炯逸 飾演 閔彥良[註 14]（1657年－1701年）

本貫驪興，字賚仲，閔點的孫子，閔宗道的兒子，南人文官，與張希載勾結。
- 全賢 飾演 金泰潤[註 15]
- 朴允善 飾演 朴氏：東平君的夫人
- 姜萬喜 飾演 崔孝元[註 16]：淑媛崔氏的父親
- 姜敏錫 飾演 業同[註 17]：張希載的隨從
- 金基卜
- 金明熙（김명희） 飾演 太子房

受禧嬪之命進行巫蠱詛咒的巫女，姓名不詳。
- 金仙永 飾演 韓尚宮：仁顯王后廢位前，服侍她的尚宮。
- 吳英甲（오영갑） 飾演 張炫[註 18]

張玉貞的伯父，從仁祖、孝宗到肅宗時期是名譯官，丙子胡亂後，作為鳳林大君（孝宗）的隨行員前往瀋陽，對朝鮮與清朝的外交有所貢獻。此後，透過進出清朝累積了財富，在漢陽成為具有名聲的富人，但為了擺脫中人的身份，他資助福善君逆謀，於庚申換局時遭到流配。
- 劉丞奉 飾演 金德遠（1634年－1704年）

本貫原州，字子長，號休谷。1654年（孝宗5年）進士考試合格，1662年（顯宗3年）庭試文科丙科及第，出任承文院副正字。1666年，任慶安道察訪時，文科重試乙科及第。曾任典籍、持平、觀察使、刑曹、戶曹判書等，1687年入清任謝恩副使，1689年（肅宗15年）升為右議政。1691年任中樞府領事，1694年因反對廢妃閔氏復位而被流配濟州，1698年被移配海南，1699年獲釋，1711年得以伸冤。
- 李光基 飾演 洪致祥[註 19]

淑安公主與益平尉洪得箕的兒子，因參與廢妃復位行動而受罪，最終服藥自盡。
- 李勝龍（이승룡） 飾演 金昌集（1648年－1722年）

本貫安東，己巳換局時，受父親金壽恒牽連，而躲進山林中。甲戌獄事時，受任命為兵曹參議，但他多次婉拒。當肅宗老年臥病在床，世子代理聽政，因主張老論派而遭到少論派的彈劾。
- 朴俊錦 飾演 府夫人朴氏：世子昀的妻子世子嬪沈氏的母親
- 孫鍾範
- 申元均
- 李源發 飾演 承政院承旨
- 李繼臣（이제신）
- 曹如晶 飾演 貴人金氏

領議政金壽恒的從孫女，西人揀入宮的女人。在仁顯王后遭廢位時，也一同被廢位趕出宮。
- 趙恩德 飾演 朴尚宮：服侍肅宗的尚宮
- 韓範熙 飾演 趙泰采（1660年－1722年）

本貫楊州，與金昌集、李頤命、李健命為老論派四大臣，建議並實現延礽君的冊封，但遭到少論派的反對，撤回後辭職。
- 崔雲橋 飾演 朴斗卿[註 21]

大殿內官，肅宗的親信，自東宮時期便輔弼肅宗，與肅宗形同兄弟。雖為內侍，但武術高強又大膽，是男人中的男人。說話正經又忠直，這點特別受肅宗喜愛，但當強烈反對將仁顯王后廢位時，因違抗御命，還為仁顯王后舉行誕辰賀禮，遭流配並賜死。
- 姜秀英（강수영） 飾演 尹尚宮：服侍貴人金氏的尚宮
- 金佳嬿 飾演 紫慶：服侍禧嬪張氏的內人
- 郭正旭（成年：李承亨） 飾演 世子昀（1688年－1724年）

日後為朝鮮第20代王景宗，名昀，字輝瑞，肅宗的長子，由張禧嬪所生，3歲時被冊封為世子。別出地靈敏、清晰，具有非凡的學才，但由於母親張禧嬪總是病態般地逼他成長，使他變得內向且脆弱。雖然仁顯王后不是生母，但仍視她為母后真誠地侍奉。在經歷仁顯王后逝世、生母張禧嬪遭賜死等波瀾後，患上心理疾病。對於同父異母的弟弟延礽君受到老論派支持，並不覺得不安，但對支持他的老論勢力備受壓力與生命威脅。肅宗43年，開始代理聽政，展現出聖君的資質，將政事處理得當。
- 郭貞姬（곽정희）
- 郭真英 飾演 時英：服侍禧嬪張氏的內人
- 金慶河（김경하）
- 金東錫 飾演 李時檜（？－1697年）：遭受南人迫害的西人黨人士
- 金東完（김동완）
- 金明中（김명중）
- 金美星 飾演 三月：追隨仁顯王后，閔維重家的婢女。
- 金由喜（김유희）
- 金周浩（김주호）
- 金千萬
- 金泰亨 飾演 李蒙
- 申彩娟（신채연） 飾演 阿江：服侍貴人金氏的內人
- 梁璘 飾演 慈善：服侍禧嬪張氏的內人
- 梁東宰
- 梁在元 飾演 朴準成
- 吳成烈 飾演 韓重爀[註 23]（？－1687年）

本貫清州，韓構的兒子，西人老論派的謀士家。
- 俞炳俊 飾演 具鎰（1620年－1695年）

本貫綾城，字重卿，具思孟的曾孫，具宏的孫子。
- 尹用德（윤용덕）
- 李圭俊（이규준）
- 李基澈
- 李起弘（이기홍）
- 李東柱（이동주）
- 李敏豪 飾演 延礽君（1694年－1776年）

日後為朝鮮第21代王英祖，名昑，字光叔，肅宗的次子，由淑嬪崔氏所生。腦筋動得快，個性又開朗，由於母親出身卑微，因此對權力懷有野心。具有生而為君主的資質，因此受到父親肅宗的寵愛，並得到老論派強力的支持，對世子昀而言，是威脅般的存在。
- 金惠卿（김혜경） 飾演 亞之：服侍淑媛崔氏的內人
- 徐美愛（서미애）
- 申龍奎（신용규）
- 李鍾來
- 李惠勤 飾演 業伊：追隨張玉貞，服侍者斤阿只與尹氏的婢女。
- 鄭真化（정진화）
- 趙炳基 飾演 趙書房：東平君的執事
- 智旻
- 韓珍珠（한진주）
- 黃德才 飾演 承政院承旨
- 李雲雨（이운우）
- 李啟英 飾演 睦昌明（1645年－1695年）

本貫泗川，字際世，號翠園。曾任獻納、應教、承旨、大司諫與吏曹參議，庚申大黜陟時辭官。己巳換局時，以大司諫復職，並成為兵曹判書。甲戌換局時，被西人彈劾，遭流配朔州，並於該地辭世。
- 金玉萬（김옥만） 飾演 尹趾完[註 24]

本貫坡平，1662年（顯宗3年）增廣文科乙科及第，1675年（肅宗1年）擔任持平兼侍讀官，但因痛駁黨爭弊害並聲援遭流配的宋時烈，而遭到當時掌權的南人彈劾革職。1694年，受支持廢妃閔氏復位的少論派任命，出任左參贊與右議政等職位。
- ？ 飾演 仁敬王后（1661年－1680年）

肅宗的正妃，光城府院君金萬基的女兒。10歲時，通過揀擇成為世子嬪，肅宗即位後成為王妃。生下三名公主全都夭折，肅宗6年時，染上天花而薨逝。
- ？ 飾演 仁元王后（1687年－1757年）

仁顯王后死後，成為肅宗的第三位王妃，為慶恩府院君金柱臣的女兒，無子嗣。原本是跟隨父親支持少論，但當肅宗的心逐漸偏離少論與景宗時，轉而靠攏老論，支持延礽君。
- 朴芝美 飾演 世子嬪沈氏（1686年－1718年）

日後追封為端懿王后，本貫青松，青恩府院君沈浩的女兒。1696年（肅宗22年），時年11歲被冊封為世子嬪，與9歲的世子昀舉行嘉禮，作為心性善良的女人，是受到肅宗疼愛的媳婦。對世子真誠恭敬，在仁顯王后死後，冊封為新任中殿的仁元王后，因支持延礽君而冷待，但她同患上心病的丈夫承擔著痛苦與孤獨。肅宗44年（1718年）薨逝，無子嗣。
- 申智秀 飾演 世子嬪魚氏（1705年－1730年）

日後為宣懿王后，本貫咸從，咸原府院君魚有龜的女兒。1718年（肅宗44年），時年14歲，繼沈氏之後，被冊封為世子嬪。父親魚有龜原為老論派，但因老論派排斥世子而轉投少論派，因此魚氏也跟隨父親靠攏少論派。
- ？ 飾演 貞聖王后徐氏（1692年－1757年）

1704年（肅宗30年）與延礽君成婚，冊封達城郡夫人，老論派人物。
- ？ 飾演 延齡君（1699年－1719年）

肅宗的三男，由䄙嬪朴氏所生。1703年（肅宗29年），母親䄙嬪朴氏病逝後，受封延齡君。是肅宗最疼愛的兒子，但卻在1719年（肅宗45年）夭折，得年21歲。肅宗對於他的死相當悲痛，並在隔年升遐。
- ？ 飾演 䄙嬪朴氏

宮女出身，擔任尚宮十年之久，直到懷上龍胎才晉升為淑媛。在生下延齡君後，受封䄙嬪。
- ？ 飾演 許積（1610年－1680年）

本貫陽川，字汝車，號默齋、休翁。性格寬厚，為穩健論者，也是南人黨中濁南派的領袖，於仁祖時出仕。在祖父許潛獲諡號的祝賀宴上，使用了宮中帷幄的事件，加上兒子許堅的逆謀事件，連坐罰而遭賜死，直到己巳換局才得以申冤。
- ？ 飾演 許堅（？－1680年）

本貫陽川，許積的庶子。靠著父親的背景為非作歹，與福昌君、福善君及福平君三兄弟逆謀，遭到金錫冑的告發，並遭到誅殺。
- ？ 飾演 李立身

喬裝作福善君與許堅的親信，實為金錫冑的間諜。以主導人的角色帶領反叛軍，卻在背地裡告發逆謀，是將福善君與許堅逼向死角的人。
- ？ 飾演 金萬基（1633年－1687年）

本貫光山，字永叔，肅宗的正妃仁敬王后的父親。1671年（顯宗12年），女兒成為世子嬪，肅宗即位後，以國舅身份升任敦寧府領事，受封光城府院君。庚申換局時，作為訓練大將，驅逐南人有功，受封保社功臣1等。
- 金炅應 飾演 朴泰輔（1654年－1689年）

本貫潘南，字士元，號定齋，中樞府判事朴世堂的兒子。曾任暗行御使，己巳換局時，作為西人陣營，強力反對仁顯王后廢位，因此受盡拷問，遭流配珍島，途經鷺梁津時逝世。
- 朴永泰 飾演 顯宗（1659年－1674年）

朝鮮第18代王，孝宗與仁宣王后張氏的兒子，肅宗的父親。
- ？ 飾演 吳斗寅（1624年－1689年）

肅宗的妹妹明安公主的公公，己巳換局時，王后閔氏遭廢位時，與李世華及朴泰輔等人一同上疏勸退，在遭到流配途中客死異鄉。
- ？ 飾演 李時棹

武士，韓重爀的秘密組織黨員，為了策動換局，而接近張希載的女侍。
- ？ 飾演 咸以完

韓重爀的秘密組織黨員，實際為張希載安插的間諜，是個中人出身的背叛者。
- ？ 飾演 李義徵（？－1695年）

本貫全州，張希載的親信。甲戌獄事時，因誣告而被圍籬安置於絕島，隔年遭賜死。
- ？ 飾演 申汝哲（1634年－1701年）

本貫平山，甲戌換局時，以義禁府判事的身份處罰張希載，張禧嬪與淑正便構陷他破壞張氏祖墓。
- ？ 飾演 李頤命（1685年－1722年）

本貫全州，老論派。與肅宗單獨對話（丁酉獨對）時，受託保護延礽君與延齡君，與白望等人交流，同老論派的領袖金昌集、趙泰采、李健命等，企圖廢黜世子昀擁立延礽君，但以失敗告終。
- ？ 飾演 申琓（1646年－1707年）

本貫平山，少論派。作為朴世采的門人，是世子謀害說事件當時的參鞠，因追查上的紕漏而遭到罷職，又因弒害世子而遭彈劾，身負大罪而病逝。
- ？ 飾演 林溥

儒生，在少論派的唆使下，上疏指控金春澤企圖謀害世子，最終遭杖死。
- ？ 飾演 金柱臣（1661年－1721年）

本貫慶州，字廈卿，號壽谷、洗心齋，仁元王后的父親，朴世堂的門人。肅宗12年出仕，為順安縣令。1720年女兒成為肅宗的繼妃，擔任敦寧府都正，受封慶恩府院君，升任敦寧府領事。任職於都總管時，為尚衣院與掌樂院的提調兼任扈衛大將。
- ？ 飾演 金海一

左副承旨，王命的出納，宮中的宿衛兼軍機。
- ？ 飾演 雪香：服侍禧嬪張氏的內人

## 迴響

### 收視率
《張禧嬪》首播收視20.1%（全國；TNmS），位居水木劇之冠，但後來被11月中旬開播的《射星》（SBS）超越。2003年上半年，SBS與MBC分別推出了新水木劇《All In》與《雪人》，《張禧嬪》收視則墊底，尤其《All In》的收視節節攀升至30%至40%以上，最終還獲得49.1%的極高收視，使得《張禧嬪》遭遇滑鐵盧，收視跌落10%以下。
在《All In》下檔後，由MBC的《我的威風女友》竄起，位居水木劇之冠，SBS的《愛在酒鄉》位居第二名，《張禧嬪》則持續墊底。2003年中旬，《我的威風女友》下檔後，《張禧嬪》重回水木劇冠軍寶座，但後來又被MBC的《前戶女子》超越。在劇集接近尾聲時，收視開始攀高，取得25%以上的收視，位居週排行前三名，並在最終回當週取得31.1%的平均收視。

### 爭議
《張禧嬪》是一部委外製作的電視劇，在製作團隊召開臨時總會時，製作公司eStars的代表金成勛與隸屬KBS電視劇局的導演韓鐵慶，為了提供演員單獨更衣室的問題，發生肢體衝突，KBS便禁止金成勛繼續參與製作，劇集也因部分較煽情性的橋段而受到非議。

## 外部連結
- 官方网站（舊版）
- 官方网站（新版）
- 官方网站－臺灣緯來電視網（繁體中文）
- 官方网站－日本Koretame（日語）

| KBS 2TV 水木特別企劃電視劇                     | KBS 2TV 水木特別企劃電視劇                | KBS 2TV 水木特別企劃電視劇 |
| ---------------------------------------------- | ----------------------------------------- | -------------------------- |
|                                                | 張禧嬪 （2002年11月6日－2003年10月23日）  |                            |
| 太陽人李濟馬 （2002年7月24日－2002年10月31日） | 迷迭香 （2003年10月29日－2003年12月25日） |                            |

| 臺灣 緯來戲劇台 週一至週五 20:00 - 21:00 · 12月15日起 20:00 - 21:30 | 臺灣 緯來戲劇台 週一至週五 20:00 - 21:00 · 12月15日起 20:00 - 21:30 | 臺灣 緯來戲劇台 週一至週五 20:00 - 21:00 · 12月15日起 20:00 - 21:30 |
| ------------------------------------------------------------------- | ------------------------------------------------------------------- | ------------------------------------------------------------------- |
|                                                                     | 張禧嬪 （2003年7月21日－2004年1月2日）                              |                                                                     |
| 守護天使（重播） （2003年6月16日－2003年7月18日）                   | 明成皇后（重播） （2004年1月5日－2004年2月27日）                    |                                                                     |